# Henry Strøm
Henry Viktor Charles Strøm (29. januar 1870 i København, død 1937[kilde mangler]) var en dansk kontorist og idrætspioner medlem af Københavns FF og Arbejdernes Idræts-Klub.
Henry Strøm var medstifter af Københavns Fodsports-Forening (senere Københavns Idræts Forening) på Alfred Benses ungkarleværelse på Blegdamsvej 128, da tolv unge løbs- og gangsportsentusiaster 24. oktober 1892 stiftende den første atletikforening i Danmark. Han var tre år efter med ved Arbejdernes Idræts-Klubs konstituerende generalforsamling i Læderstræde 26 den 9. oktober 1895, hvor han blev valgt til sekretære.